# Société royale des sciences de Bohême
 (novembre 2018).
La Société royale des sciences de Bohême (Královská česká společnost nauk) fut la première société savante de Bohême. Fondée en 1784, elle a disparu en 1952, lorsqu'elle a été incorporée à l'Académie tchécoslovaque des sciences.

## Histoire
Au début des années 1770 un groupe informel de scientifiques qui avait pris le nom de Učená společnost (de) se constitua à Prague autour d'Ignaz von Born. Elle fit paraître la revue hebdomadaire Les Nouvelles scientifiques (Gelehrte Nachrichten) ou Les Nouvelles scientifiques de Prague (Prager Gelehrte Nachrichten) (1771-72), dont les auteurs publiaient le plus souvent en allemand. En 1775 elle se constitua à Prague en tant que « Société privée savante de Bohême » consacrée aux mathématiques, à l'histoire du pays et aux sciences naturelles (1775-84).
Association encore informelle, elle fut véritablement fondée en 1784 avec l'autorisation de l'empereur Joseph II en tant que « Société savante de Bohême » et reçut une organisation et des structures solides. En 1790 Léopold II l’autorisa à changer de nom ; elle devint la « Société royale des sciences de Bohême », qui fêta son jubilé le 14 septembre 1836. Elle garda cette appellation jusqu'en 1952, quand elle fusionna avec l'Académie tchèque des sciences et des arts pour devenir l'Académie tchécoslovaque des sciences.
La société royale des sciences de Bohême fut d'abord divisée en section physique, section mathématique et section historique. Après la restructuration de 1791 il subsista une section physique-mathématique et une section histoire nationale.
Karel Rafael Ungar (de), Josef Dobrovský, Franz Josef von Gerstner, Antonín Strnad (de), František Palacký et Jan Evangelista Purkyně comptent parmi les nombreuses personnalités célèbres de la société.